# Typhlops exiguus
Typhlops exiguus là một loài rắn trong họ Typhlopidae. Loài này được Jan mô tả khoa học đầu tiên năm 1864.